# Mario Tannaï
Mario Tannai est un ancien footballeur professionnel français né le 13 novembre 1965 à Saint-Aubin[Lequel ?]. Il évoluait au poste de défenseur.
Au cours de sa carrière, il a disputé 356 matchs dans le championnat de Division 2.

## Carrière
Mario Tannai effectue sa formation au FC Dieppe avant de devenir professionnel au sein de l'USL Dunkerque. Il y reste huit saisons et dispute 198 rencontres de championnat avec les nordistes. 
Tannai évolue ensuite à Ancenis pendant deux saisons, puis au MUC 72 pendant quatre saisons. 
Il se retire du football professionnel en 1997 et rejoint en tant qu'amateur Grenoble puis l'US Saint-Omer, où il prend sa retraite de footballeur.